# 國家西班牙大學
國家西班牙大學（National Hispanic University，縮寫：NHU）是一所位於美國加利福尼亞州聖何塞的小型私立大學，且是全美國第一所四年制拉丁裔美國人大學。這間大學由畢羅伯特庫魯斯博士(Dr.B.Roberto Cruz)所建立。2015年8月23日，這間大學宣佈倒閉。

## 歷史
1981年，國家西班牙大學成立於奧克蘭 (加利福尼亞州)。1994年遷至聖何塞，隸屬於劳瑞德国际大学联盟，

## 學術
- 2015年《美國新聞與世界報道》 未將其列入排名。[5]。

## 外部連結
- National Hispanic University（页面存档备份，存于）
- Laureate International Universities（页面存档备份，存于）